# Martin Boos
Martin Boos (født 25. december 1762 i Huttenried i Allgäu, død 29. august 1825 i Sayn) var en romerskkatolsk teolog.
Efter at være blevet præsteviet, gennemgik Boos tunge religiøse kampe, men fandt til sidst hvile i "retfærdiggørelsen af troen". I 1795 blev han kapellan i Wiggensbach, hvor han fremkaldte en stor vækkelse, der greb om sig over hele Bayern og mødtes med en lignende fra protestantisk side. Fra romersk side rejste der sig en stærk modstand mod Boos og hans "Aftermysticismus", og 1797 blev han sat i klosterfængsel i Augsburg. Efter at have flakket om en tid blev han præst i Gallneukirchen ved Linz, men på grund af den stærke vækkelse, som han også her vakte, blev han fængslet og landsforvist. Han blev derefter professor i Düsseldorf og døde som præst i Sayn ved Koblenz.